# Radar de Vallirana
El Radar de Vallirana és un radar meteorològic que està ubicat al Puig Bernat (626m), al municipi de Vallirana (el Baix Llobregat), i és el més proper a la ciutat de Barcelona. L'equipament va esdevenir el primer radar meteorològic gestionat des de Catalunya i forma part de Xarxa de Radars (XRAD).

## Història
Originalment era un model Kavouras 3070, que fou instal·lat per la Universitat de Barcelona l'any 1996, fruit de la col·laboració entre aquesta, Televisió de Catalunya i el Departament de Medi Ambient i Habitatge de la Generalitat de Catalunya, amb finalitats de recerca per part de la universitat i de proveir a TVC d'imatges de radar pròpies. L'emplaçament fou triat perquè podria cobrir correctament l'àrea metropolitana de Barcelona i per la connexió de dades directa que tenia amb els estudis de TV3 a Sant Joan Despí. El SMC va assumir-ne la titularitat el 2001. El radar treballava entre 5600 i 5650Mhz amb una potència de 8 kW i es trobava en una torre de 25 metres que fou retallada més tard per donar-li més estabilitat.
Si bé el radar proporcionava imatges útils, les dades sempre foren poc precises, i entre els anys 2003 i 2008 es dugueren a terme diferents actuacions de millora amb l'objectiu de modernitzar i calibrar l'electrònica del sistema. Tanmateix, va deixar d'estar en funcionament el 2012 perquè la qualitat de dades ja no era l'adequada. L'any 2016, i després de la renovació d'equipament i de la reforma de la torre, l'equipament va reprendre la seva activitat i s'unia als altres tres radars en actiu gestionats pel SMC. El radar funciona amb microones de banda C (5,6 GHz), de baixa potència (7,5 kw) i amb polarimetria.